# Nançois-le-Grand
Nançois-le-Grand är en kommun i departementet Meuse i regionen Grand Est (tidigare regionen Lorraine) i nordöstra Frankrike. Kommunen ligger i kantonen Commercy som tillhör arrondissementet Commercy. År 2022 hade Nançois-le-Grand 74 invånare.

## Befolkningsutveckling
Antalet invånare i kommunen Nançois-le-Grand
| Referens: INSEE |